# Chah-e Mohammad Ali Farahmand
Chah-e Mohammad Ali Farahmand (em persa: چاه محمدعلي فرهمند, também romanizada como Chāh-e Moḩammad ʿAlī Farrhmand) é uma aldeia do distrito rural de Mehrabad, no condado de Abarkuh, da província de Yazd, Irã.